# Fumagopsis triglifioides
Fumagopsis triglifioides är en svampart som beskrevs av Speg. 1910. Fumagopsis triglifioides ingår i släktet Fumagopsis, divisionen sporsäcksvampar och riket svampar.   Inga underarter finns listade i Catalogue of Life.